# Cirrenalia adarca
Cirrenalia adarca är en svampart som beskrevs av Kohlm., Volkm.-Kohlm. & O.E. Erikss. 1997. Cirrenalia adarca ingår i släktet Cirrenalia och familjen Halosphaeriaceae.   Inga underarter finns listade i Catalogue of Life.